# James Gilfillan
James Gilfillan (* 25. April 1836 in Belchertown, Massachusetts; † 8. April 1929 in Colchester, Connecticut) war ein US-amerikanischer Regierungsbeamter.

## Werdegang
James Gilfillan wurde ein Jahr vor dem Beginn der Wirtschaftskrise von 1837 im Hampshire County geboren. Über seine Jugendjahre ist nichts bekannt. Seine Eltern waren Schotten. Er graduierte 1856 am Williams College in Williamstown (Berkshire County), wo er ein Klassenkamerad des künftigen US-Präsidenten James A. Garfield (1831–1881) war. Nach seinem Abschluss arbeitete er als Redakteur für eine Wochenzeitung, welche im County erschien. Daneben studierte er Jura. Gilfillan gab beides auf, stattdessen nahm er 1861 eine Anstellung als Clerk im US-Finanzministerium an, mit einem Jahresgehalt von 1.200 Dollar. Er arbeitete als Clerk bis ihn US-Präsident Ulysses S. Grant (1822–1885) zum Kassierer unter Treasurer of the United States John C. New (1831–1906) machte. In der Folgezeit stieg er kontinuierlich auf und wurde dann vom US-Präsidenten Rutherford B. Hayes (1822–1893) zum Treasurer of the United States ernannt. Er hielt den Posten vom 1. Juli 1877 bis zum 31. März 1883. Während dieser Zeit war er auch als Sinking Fund Commissioner für den District of Columbia tätig. Er erhielt keinen Verdienst, bis ein Gesetzesentwurf vom Senator George P. McLean (1857–1932) verabschiedet wurde, welcher Gilfillan 4.750 Dollar zugestand. Als Treasurer erarbeitete sich Gilfillan einen Ruf für Integrität in seinen Geschäftsabschlüssen, stieß Antikorruptionsuntersuchungen an, vermied Politik und ging seinem Geschäft nach. In seinen späteren Jahren lebte er in Colchester (New London County). Im November 1928 war er einer von nur fünf Personen, die über 90 Jahre alt war und in der Town abstimmte. Gilfillan verstarb bei sich zu Hause im Alter von 92 Jahren. Sein Begräbnis fand nur zwei Tage später auf dem Linwood Cemetery statt. Er wurde von vier Töchtern überlebt.